# NGC 5943
NGC 5943 este o quasar situată în constelația Boarul. A fost descoperită în 18 iunie 1884 de către Édouard Stephan⁠(d). Se află la o distanță de 85,46 de megaparseci de Pământ.